# Rhinella chavin
Rhinella chavin (Syn.: Bufo chavin) ist ein seltener Froschlurch aus der Familie der Kröten (Bufonidae), der in Zentralperu endemisch vorkommt. 

## Merkmale
Bei Rhinella chavin sind die Weibchen mit einer Länge von 54,8 bis 64,9 Millimeter größer als die Männchen, die eine Länge von 47,5 bis 52 mm erreichen. Die Unterschenkel und -arme weisen große, erhabene, längliche Drüsen auf. Auf den hinteren Fußsohlen befinden sich je zwei erhabene Drüsen, hinten an den unteren Handflächen je eine solche.
Die Art weist beachtliche Farbvariationen in den einzelnen Individuen auf. Die Grundfärbung der Ober- und der Unterseite reicht von bräunlich bis grünlich mit bräunlichen, gräulichen, grünlichen oder weißlichen Flecken. Die Kehle, die Brust, der Bauch. und die Gliedmaßen sind schwefelgelb, cremefarben, hellbraun oder grau mit dunkelbraun, dunkelgrauen und weißen Flecken und Punkten.
Die Unterseiten der Hände und Füße sind olivbraun oder kastanienfarben. Einige Individuen zeigen eine Rückenlinie.

## Vorkommen und Lebensweise
Das Verbreitungsgebiet ist auf die Gegend von Palma Pampa im Südwesten des Distrikts Chaglla (Typlokalität: , Höhe: 3010 m) und der weiter nördlich gelegenen Cordillera de Carpish in der Region Huánuco in Zentralperu beschränkt. Rhinella chavin bewohnt primäre Nebelwälder an den östlichen Andenhängen in Höhenlagen zwischen 2600 und 3072 Meter.
Die Lebensweise ist bisher nur wenig erforscht und auch der Brutlebensraum ist nicht bekannt. Die Eier sind verhältnismäßig groß, dotterig und unpigmentiert. Der Laich wird vermutlich auf Bromelien während der Regenzeiten gegen Ende August und gegen Ende März abgelegt.

## Bestand und Gefährdung
Rhinella chavin wird von der IUCN in die Kategorie „vom Aussterben bedroht“ (critically endangered) klassifiziert. Die Art hat ein kleines, stark fragmentiertes Verbreitungsgebiet von 100 km². Seit der Entdeckung des Taxons ist ein Verlust des Lebensraums und ein Rückgang der erwachsenen Individuen zu verzeichnen. Als Hauptgefährdung gelten die Entwaldung für den Kartoffelanbau sowie Wasserverschmutzung durch den Einsatz von Pflanzenschutzmitteln.

## Systematik und Taxonomie
Die Systematik innerhalb der Familie der Kröten und der Gattung Bufo ist kompliziert und war im ersten Jahrzehnt des 21. Jahrhunderts häufigen Änderungen unterworfen. 
Im Jahr 2001 wurde die Art von Edgar Lehr und Anderen als Bufo chavin beschrieben, kam jedoch 2006 in die neue Gattung Chaunus. Nach Ansicht der Erstbeschreiber war Bufo chavin nahe mit Bufo festae verwandt, einer Art, die in der neuen Systematik jedoch der Gattung Rhamphophryne zugeordnet worden war. Diese und andere Tatsachen zeigten deutlich die Paraphylie der beiden neuen Gattungen auf. Die Systematik wurde daher 2007 neuerlich revidiert und die Arten der Gattungen Chaunus und Rhamphophryne in der Gattung Rhinella zusammengestellt. In dieser Gattung wird Rhinella chavin der Rhinella festae-Artengruppe zugerechnet, der neben R. festae und R. chavin auch R. yanachaga und R. nesiotes angehören.